# أقموسة
أُقْمُوسَة أو ذو الشعر الجذاب (الاسم العلمي: Eucomis)، جنس نباتات عشبية دوفصية سبروتية مُزهرة من فصيلة الهليونية. منبتها في أفريقيا الجنوبية
. يشار إلى معظم أنواع هذا الجنس عادًة باسم أزهار الأناناس أو زنابق الأناناس.
وهي نباتات معمرة تتميز بأزهارها الخضراء المتوجة بضمة من القنابات الصغيرة الشبيهة بوريقات دقيقة.
بتلاتها منبسطة السطح، نجمية الشكل. سيقانها سميكة مغطاة بأزهار على شكل نجمة مع خصلة من الكتل الخضراء في الأعلى، تشبه الأناناس ظاهريًا - ومن هنا جاءت أسمائها الشائعة.